# Monophyllaea
Monophyllaea é um género botânico pertencente à família Gesneriaceae.

## Sinonímia
Moultonia

## Espécies
Composto por 40 espécies:
Monophyllaea albicalyx Monophyllaea andersonii Monophyllaea anthocrena
Monophyllaea beccarii Monophyllaea brevipes Monophyllaea caulescens
Monophyllaea cupiflora Monophyllaea elongata Monophyllaea eymae
Monophyllaea finisterrae Monophyllaea fissilis Monophyllaea furcipila
Monophyllaea glabra Monophyllaea glandulosa Monophyllaea glauca
Monophyllaea hendersonii Monophyllaea hirtella Monophyllaea hirticalyx
Monophyllaea horsfieldii Monophyllaea hottae Monophyllaea insignis
Monophyllaea johannis Monophyllaea kostermansii Monophyllaea leuserensis
Monophyllaea longipes Monophyllaea lowei Monophyllaea merrilliana
Monophyllaea musangensis Monophyllaea papuana Monophyllaea patens
Monophyllaea pendula Monophyllaea pygmaea Monophyllaea ramosa
Monophyllaea sarangica Monophyllaea selaborensis Monophyllaea singularis
Monophyllaea stellata Monophyllaea tenuis Monophyllaea tetrasepala
Monophyllaea wildeana